# Alcaldes.eu
Alcaldes.eu és una plataforma transmèdia, fundada el 2008, que ofereix informació actualitzada diàriament, entrevistes i perfils a alcaldes i gestors municipals de Catalunya. La plataforma es basa en quatre pilars (o productes editorials) diferents: una publicació online (Alcaldes.eu), uns esmorzars-fòrums periòdics, un llibre anual i un espai televisiu.
Des de 2015, Alcaldes.eu manté obert un acord de col·laboració preferent amb la Universitat Pompeu Fabra i, més concretament, amb la seva Facultat de Ciències Polítiques. El rector Jaume Casals i l'editor i director d'Alcaldes.eu, Xavier Roca, van signar l'acord. Posteriorment s'han desenvolupat actes tan rellevants com el cicle d'esmorzars Alcaldes.eu de juny de 2016, que van convocar els quatre alcaldes de les capitals catalanes i els quatre presidents de diputació així com el Cicle Alcaldes i Universitat que ja va per la seva tercera edició.
Alcaldes.eu també té el reconeixement de les principals entitats municipalistes catalanes: Associació Catalana de Municipis i Comarques i Federació de Municipis de Catalunya. En ambdós casos, els presidents de les entitats són membres nats del Consell Assessor d'Alcaldes.eu.